# Louis Néel

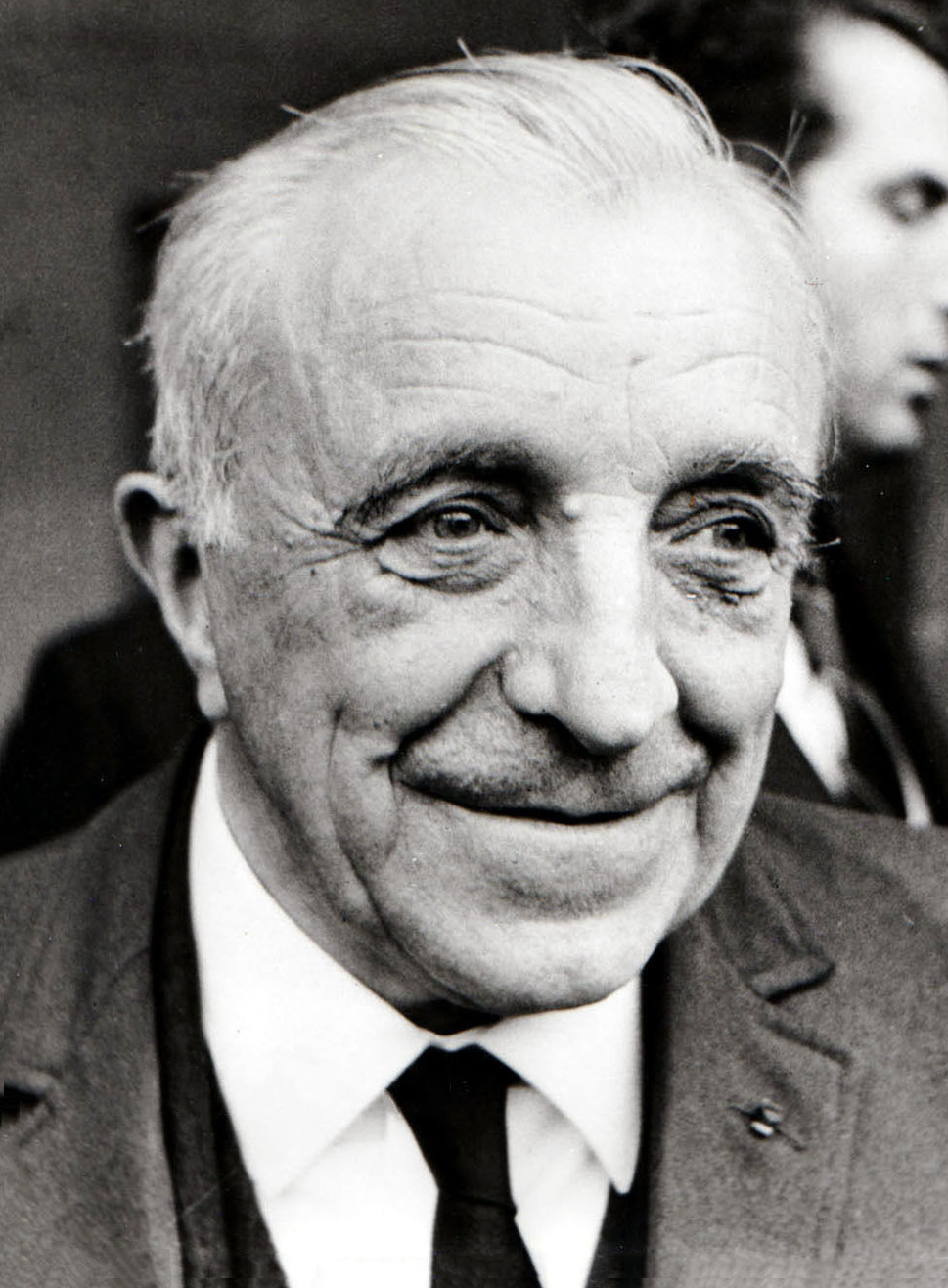
Louis Néel (1970)

Louis Eugène Felix Néel (* 22. November 1904 in Lyon; † 17. November 2000 in Brive-la-Gaillarde) war ein französischer Physiker. Néel erhielt 1970 den Physik-Nobelpreis „für seine grundlegenden Leistungen und Entdeckungen auf dem Gebiet des Antiferromagnetismus und des Ferromagnetismus, die zu wichtigen Erkenntnissen in der Festkörperphysik geführt haben“.

## Leben
Néel besuchte das Gymnasium in Lyon (Lycée du Parc), studierte an der École normale supérieure, machte dort 1928 seinen Abschluss als Bachelor of Science und wurde 1932 an der Universität Straßburg bei Pierre-Ernest Weiss promoviert. Am dortigen Institut für Magnetismus spezialisierte er sich auf die Erforschung dessen Phänomene. 1937 wurde er Professor in Straßburg und von 1946 bis 1976 war er Professor für experimentelle Physik an der Universität Grenoble, wo er Direktor des Laboratoriums für Elektrostatik und Physik der Metalle, von 1971 bis 1976 Direktor des Polytechnischen Instituts und von 1956 bis 1971 des Zentrums für Kernforschung war.
Er entdeckte um 1930 das Phänomen des Antiferromagnetismus. Nach ihm sind unter anderem die Néel-Temperatur und die Néel-Wand benannt. Die Néel-Temperatur ist die kritische Temperatur, über der ein Antiferromagnet paramagnetisch wird (ähnlich der Curie-Temperatur bei Ferromagneten). Seine Untersuchungen über den schwachen Ferromagnetismus in bestimmten Gesteinen bildete die Basis für spätere Untersuchungen zum Paläomagnetismus. 1948 entdeckte er das Phänomen des Ferrimagnetismus.

## Ehrungen
Néel wurde 1940 Ritter der Ehrenlegion, 1958 Kommandeur und 1966 Großoffizier und erhielt 1974 deren Großkreuz. Er erhielt das Großkreuz des Ordre national du Mérite, das Croix de guerre mit Palmen (1940) und war Kommandeur des Ordre des Palmes Académiques (1957). 
Neben dem Nobelpreis erhielt er 1948 die André Blondel Medaille, 1952 den Holweck-Preis, 1963 den Prix des trois physiciens, 1965 die Goldmedaille des CNRS und 1938 den Prix Félix Robin. 1957 war er Präsident der Société française de physique.
Am 23. Februar 1953 wurde er zum Korrespondenten der Académie des sciences gewählt (Sektion Allgemeine Physik), am 29. Juni 1953 als membre non résidant (nichtresidierendes Mitglied) und 1976 in die Sektion Physik aufgenommen. Zudem war Néel Mitglied der Akademie der Wissenschaften der UdSSR (1958), der Deutschen Akademie der Naturforscher Leopoldina – Nationale Akademie der Wissenschaften (1964), der American Academy of Arts and Sciences (1966) und der Royal Society (Foreign Member, 1966).
Die Louis Néel Medal der European Geosciences Union ist nach ihm benannt.